# José Cortina Vallina
José Cortina Vallina (El Entrego, 11 de enero de 1910 - El Entrego, 20 de enero de 1997) era un cantante asturiano conocido con el nombre de «Josipu».

En su juventud comienza a cantar tonada participando en innumerables concursos a lo largo de la geografía asturiana. Durante su carrera se hizo gran amigo del también cantante Arsenio Fernández, El Polenchu.
A pesar de tener una dilatada carrera en el mundo de la tonada asturiana no llegó a grabar ningún disco.
Falleció en su pueblo natal el 20 de enero de 1997.
- Datos: Q5939068